# Lenny Webster
Leonard Irell Webster (né le 10 février 1965 à La Nouvelle-Orléans, Louisiane, États-Unis) est un receveur de baseball ayant joué dans les Ligues majeures de 1989 à 2000.

## Carrière
Lenny Webster est drafté par les Twins du Minnesota en 1985. Il fait ses débuts dans les majeures le 1er septembre 1989.
Webster joue pour les Twins jusqu'en 1993. Il s'aligne aussi pour les Expos de Montréal (en 1994, 1996 et 2000), les Phillies de Philadelphie (1995), les Orioles de Baltimore (1997-1999) et les Red Sox de Boston (1999).
Il est utilisé comme receveur réserviste durant la majeure partie de sa carrière, n'étant utilisé sur une base plus régulière que par les Orioles, pour qui il joue 98 matchs en 1997 et 108 en 1998. Au cours de cette dernière saison, il affiche ses meilleures statistiques offensives pour une année avec une moyenne au bâton de ,285, 88 coups sûrs, 10 circuits et 46 points produits.
Lenny Webster joue 587 parties au total en Ligue majeure. Il totalise 368 coups sûrs pour une moyenne au bâton de ,254 avec 33 circuits, 176 points produits et 157 points marqués.